# ラウリアーノ
ラウリアーノ（伊: Lauriano）は、イタリア共和国ピエモンテ州トリノ県にある、人口約1,500人の基礎自治体（コムーネ）。

## 地理

### 位置・広がり

#### 隣接コムーネ
隣接するコムーネは以下の通り。括弧内のATはアスティ県所属を示す。
- カザルボルゴーネ
- カヴァニョーロ
- モンテーウ・ダ・ポー
- サン・セバスティアーノ・ダ・ポー
- モランセンゴ＝トネンゴ（トネンゴ、AT)
- ヴェロレンゴ